# IZZ Live at NEARfest
IZZ Live at NEARfest is een muziekalbum van de Amerikaanse band IZZ. Het bevat een (gedeeltelijke?) concertregistratie van 23 juni 2007 op NEARfest. Het is hun eerste livealbum.

## Musici
- Tom Galgano - toetsen, zang
- John Galgano – basgitaar, zang, toetsen
- Paul Bremner - gitaar
- Greg DiMiceli - slagwerk
- Brian Coralian - slagwerk
- Anmarie Byrnes, Laura Meade - zang
- Laura Meade - vocals

## Composities
1. Introduction : Swallow our pride
2. My river flows
3. Assurance
4. Coming like light
5. Late night salvation
6. Where I belong
7. Star eveil Gnoma Su
8. Mists of Dalriada (toegift)